# Lalinde

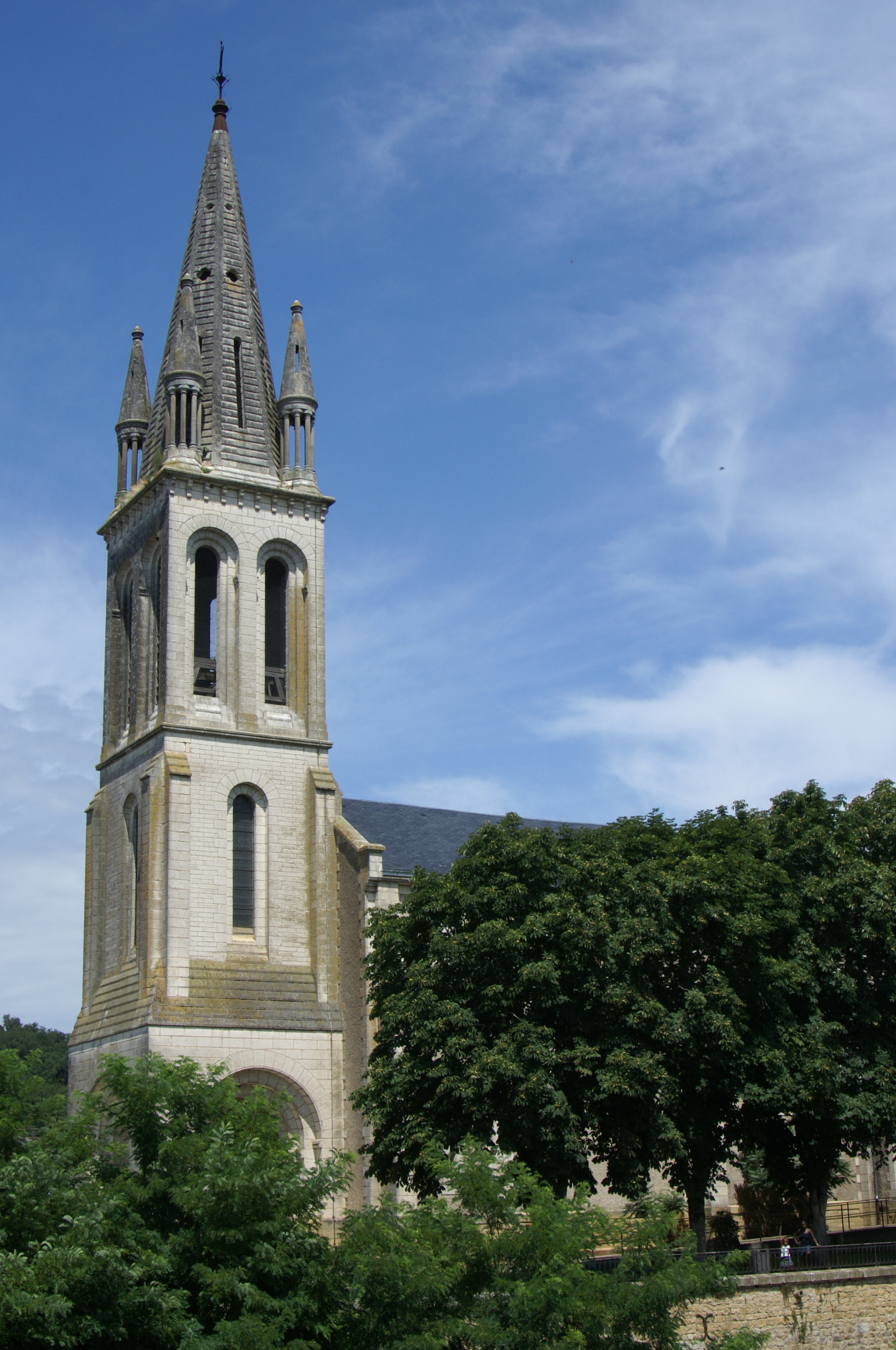
Nhà thờ Lalinde

Lalinde (trong tiếng Occitan  La Linda ) là một xã nằm ở tỉnh Dordogne trong vùng Aquitaine của Pháp. Xã này có diện tích 27,7 km2, dân số năm006 là 2938 người.

## Thông tin nhân khẩu
| Năm    | 1962  | 1968  | 1975  | 1982  | 1990  | 1999  | 2006  |
| ------ | ----- | ----- | ----- | ----- | ----- | ----- | ----- |
| Dân số | 3 150 | 3 291 | 3 070 | 2 949 | 3 029 | 2 966 | 2 938 |